# Fritz Quidenus
Friedrich „Fritz“ Quidenus (* 10. Februar 1867 in Freudenthal, Markgrafschaft Mähren, Kaisertum Österreich; † 28. Februar 1928 in Oberschleißheim bei München) war ein deutscher Maler und Grafiker.

## Leben

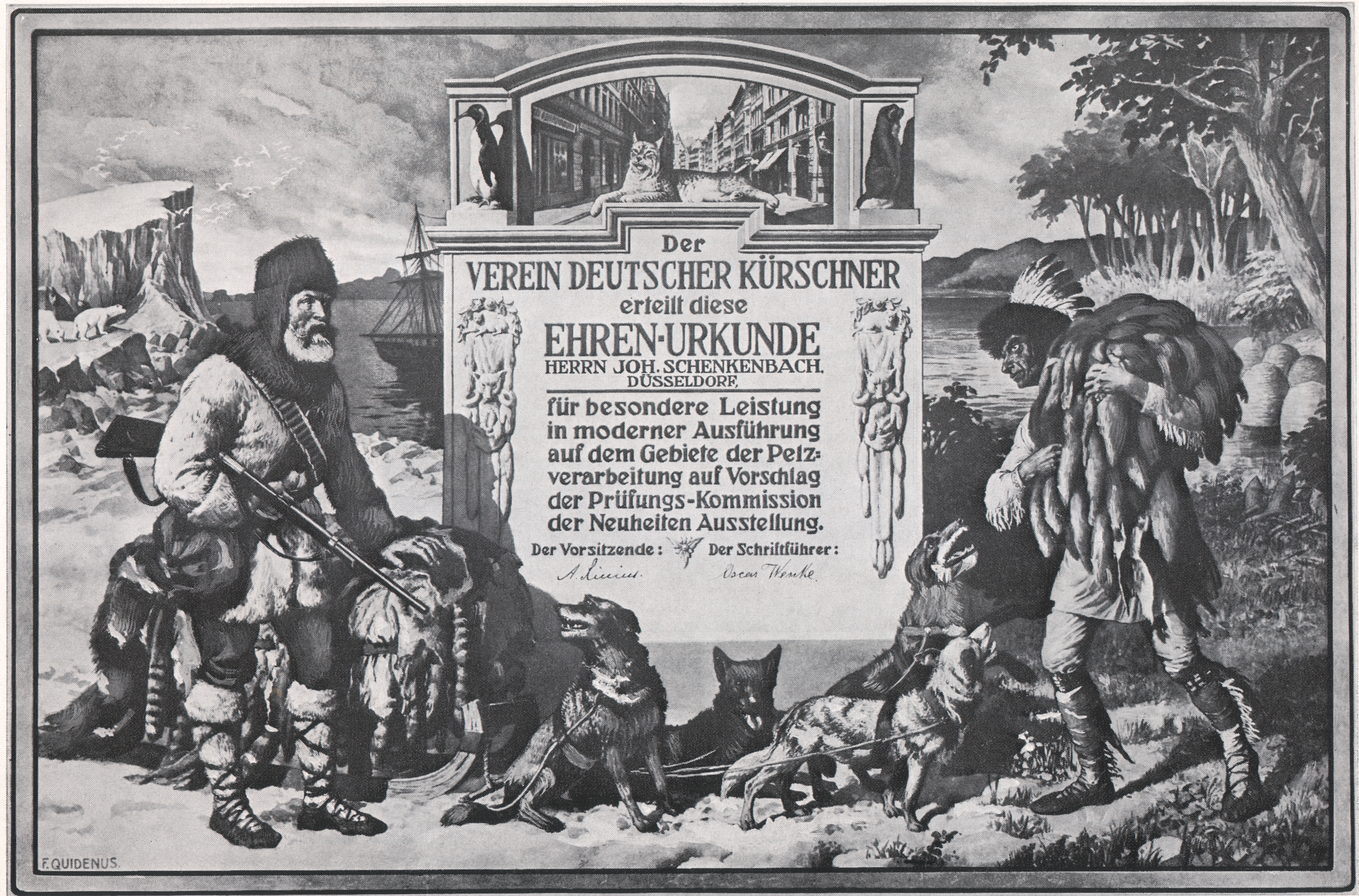
Ehrenurkunde des Vereins Deutscher Kürschner an Johann Schenkenbach aus Düsseldorf, 1912

Quidenus schrieb sich am 19. Oktober 1891 an der Königlichen Akademie der Bildenden Künste in München zum Studium der Malerei ein. Dort besuchte er die Naturklasse von Gabriel von Hackl. In München etablierte er sich als Kunstmaler und Grafiker. Vor allem als Werbegrafiker und Buchillustrator war er geschätzt. Unter anderem arbeitete er als Zeichner und Karikaturist für die Zeitschrift Fliegende Blätter. Als solcher entwarf er auch heitere Postkartenmotive. Für eine Postkartenserie wurde er ferner als Porträtmaler tätig und malte etwa Bildnisse der Generäle Karl Litzmann und Gottlieb von Haeseler. Auch malte er Stillleben. Während des Ersten Weltkriegs zeichnete er mehrere Serien für Ansichtskarten mit Genremotiven. Für die Firma Villeroy & Boch schuf er Entwürfe für Szenen auf Mettlacher Keramik. Für die Sommerhalle einer Gaststätte in Geiselgasteig entwarf er Zierschilder.
1913 übersiedelte er nach Oberschleißheim, wo er im Alter von 61 Jahren starb.